# Sofía Báthory
La condesa Sofía Báthory de Somlya (en húngaro: Báthory Zsófia) (Somlyó, 1629 – Munkács, 14 de junio de 1680) fue una noble húngara de la Casa de Báthory, esposa del príncipe Jorge Rákóczi II de Transilvania.

## Biografía
Sofía nació en 1629 como hija de Andrés Báthory (1597-1637) y de Anna Zakreszka. Sofía era sobrina del Príncipe Gabriel Báthory.
Fue en Szilágysomlyó donde ella conoció al joven Jorge Rákóczi II, quien era capitán de la fortaleza de Várad en ese tiempo. El matrimonio se celebró el 3 de febrero de 1643 en la ciudad transilvana de Gyulafehérvár. Su suegro, el Príncipe Jorge Rákóczi I le pidió que abandonase su fe católica y se volviese calvinista, lo cual ella hizo casi de inmediato para complacerlo. Su esposo pronto fue elegido Príncipe de Transilvania en 1648 tras la muerte de su padre, y así la pareja asumiría el gobierno del Estado. Sofía le había dado en 1645 a Jorge un hijo: Francisco Rákóczi I, el cual fue nombrado en 1652 como Príncipe transilvano por la gran asamblea de nobles, aún en vida de su padre, ante el temor de que no lo sucediese en el trono. Sin embargo, en 1660 falleció Jorge Rákóczi II y a causa de las hostilidades, Sofía y su hijo se retiraron a sus territorios en la Hungría controlada por los Habsburgo. Igualmente casi de inmediato ambos regresaron a la fe católica y se aliaron al partido del emperador germánico, quien era también rey de Hungría. 
Posteriormente por influencia de los jesuitas serán perseguidos los predicadores protestantes en los territorios de los Rákóczi, lo que será agravado por persecuciones a siervos de confesiones religiosas no-católicas, los cuales se vieron forzados a ocultarse. En 1666 su hijo Francisco tomó como esposa a una condesa húngara, Helena Zrínyi, que posteriormente le dio varios hijos. En 1671 Sofía logró salvar a su hijo Francisco Rákóczi I de la conspiración que se fraguaba contra el emperador germánico Leopoldo I de Habsburgo entre un grupo de nobles húngaros. Si bien muchos murieron durante la conspiración, o después ejecutados, su hijo fue salvado de la ejecución por el pago de 400.000 florines húngaros de oro. Igualmente tenían que permitir que soldados germánicos custodiasen las fortalezas de la familia como condición. Posteriormente, Sofía terminó cayendo bajo la influencia del religioso jesuita Emérico Kis. 
Sin embargo, en 1676 murió su hijo Francisco Rákóczi I lo cual fue un gran golpe para Sofía. La viuda, Helena Zrínyi pronto buscó un nuevo marido y manifestó sus intenciones por casarse con el conde Emérico Thököly. Molesta, Sofía intentó impedir dicha unión a toda costa, aunque no tuvo éxito y pronto Thököly se convirtió en el noble más influyente de su época, quien cuidó del hijo de Helena Zrínyi, Francisco Rákóczi II, nieto de la noble Báthory.
Sofía Báthory murió el 14 de junio de 1680 en la fortaleza de Munkács. Fue enterrada junto a su hijo Francisco Rákóczi I en la cripta de la iglesia jesuita construida por ellos en la ciudad de Kassa. Dos años después de su muerte, Helena y Emérico Thököly se casaron el 15 de junio de 1682 en el castillo de Munkács.